# Symphonie 1
O Symphonie 1 foi um satélite de comunicação geoestacionário construído pela CIFAS/Aerospatiale consortium. Na maior parte de sua vida, ele esteve localizado na posição orbital de 11,5  graus de longitude oeste e foi operado pelo CNES e pela DFVLR. O satélite tinha uma expectativa de vida útil de 5 anos. O mesmo saiu de serviço em 19 de fevereiro de 1983 e foi transferido para uma órbita cemitério.

## Lançamento
O satélite foi lançado com sucesso ao espaço no dia 19 de dezembro de 1974, por meio de um veículo Delta 2914 a partir da Estação da Força Aérea de Cabo Canaveral, na Flórida, EUA. Ele tinha uma massa de lançamento de 400 kg.